# コンスタンティン・フェーレンバッハ
コンスタンティン・フェーレンバッハ（ドイツ語: Constantin Fehrenbach しばしば誤ってKonstantin Fehrenbachと書かれる。 1852年1月11日 - 1926年3月26日）は、ドイツの政治家。中央党員で、ヴァイマル共和政期初期に首相を務めた。コンスタンチン・フェーレンバハなどとも表記される。

## 生涯

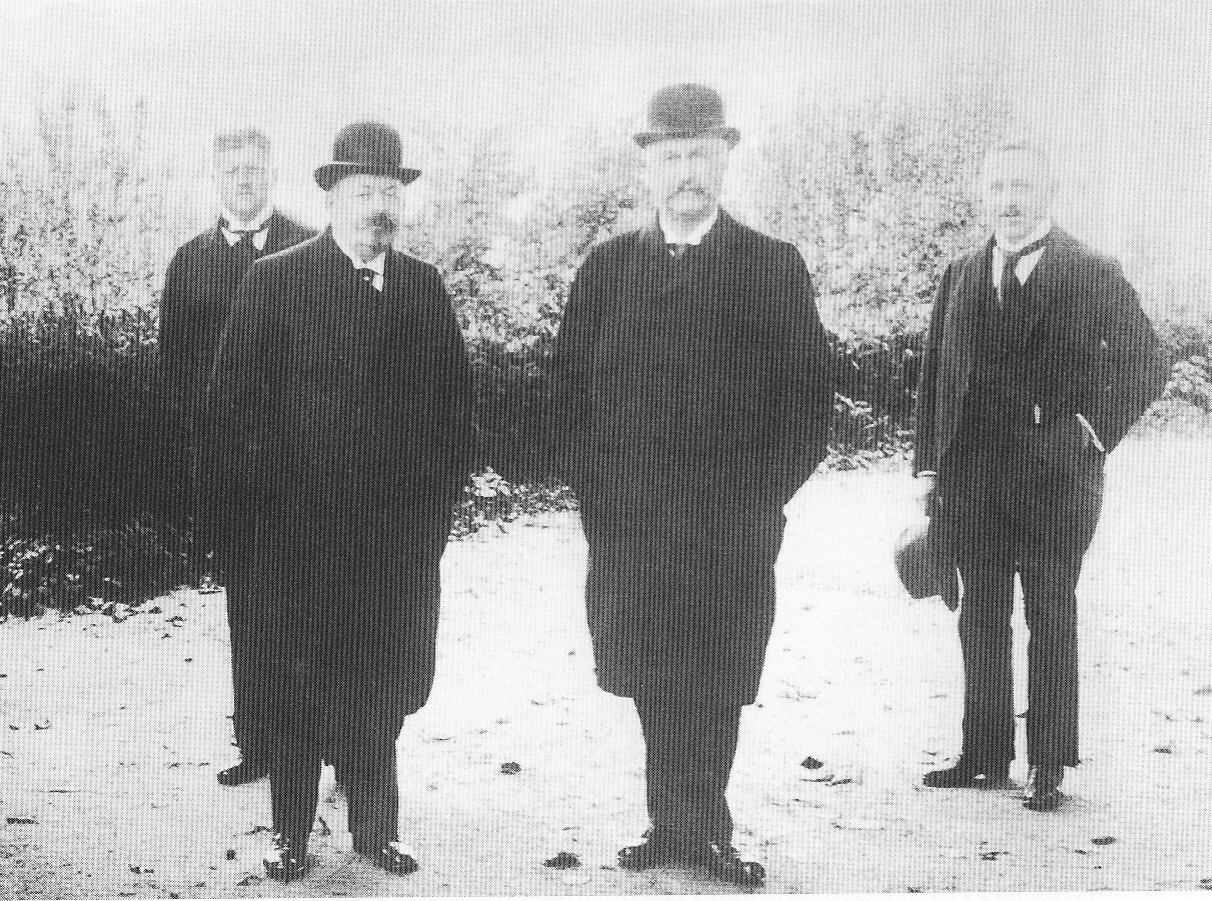
フリードリヒ・エーベルト大統領（手前左）とフェーレンバッハ首相（手前右）1920年9月、フロイデンシュタットにて

フェーレンバッハは1852年1月11日、バーデン大公国ボンドルフ（現バーデン＝ヴュルテンベルク州南部）で生まれた。父は村の教師のヨハン・ゲオルク・フェーレンバッハ（1826-1895）で、息子が神父になることを望んでいた。フライブルク大学でカトリック神学を学ぶが、禁欲主義は自分に向いていないと感じて法学に転じる。1879年に司法試験に合格。同年弁護士の娘と結婚し一女をもうける。1882年にフライブルクで弁護士事務所を開業。1884年には中央党から出馬して市議会議員に当選。政治家としてのキャリアをスタートさせた。1大聖堂の修復協会や男声合唱団への参加で地元との結びつきを強め、1885年にはバーデン大公国（州）議会議員に選出されるが、自党の教会政策に疑問を持ち、党首テオドール・ヴァッカーと意見が合わず、1887年に議員を辞した。
1901年に州議会に復帰し、1903年より帝国議会議員となり、1913年まで議員を務めた。1909年には、新宰相のテオバルト・フォン・ベートマン・ホルヴェークの支持を表明している。1907年には保守系政党の幅広い支持を得て、州議会議長に選出される。1913年12月3日、フェーレンバッハはたった1回の国会演説でドイツ中にその名を轟かせた。アルザス＝ロレーヌの町ツァーベルンでの襲撃事件に端を発したツァーベルン事件では、参謀本部と対立し、立憲国家の実現と「国家内国家」として振る舞う軍部に反対する主張を行い、大いに注目された。立憲主義を主張して注目され、保守系のみならずかつて対立したドイツ社会民主党などからも支持を得る。この問題での彼の批判は、ベートマン・ホルヴェーク帝国宰相にも向けられたが、フェーレンバッハは外交・改革政策では首相を全面的に支持した。1918年には帝国議会議長に就任。君主制を支持していたため第一次世界大戦末期のドイツ革命に衝撃を受け、帝国議会をそのまま維持することで君主制存続を図ったが、人民代表員委員会の反対で失敗に終わった。ヴァイマルにおける憲法制定議会でも議員及び議長を務めた。フェーレンバッハ自身はこの職には乗り気ではなかったが、要職を社会民主党が独占することに反対した中央党内の声に押される形となった。
1920年6月2日の国会選挙が急進左派と右派の躍進という結果に終わったことで、従来の社会民主党・中央党・ドイツ民主党による内閣から社会民主党が外れ、右派のドイツ人民党が加わった新内閣が成立した。中道路線の中央党は、穏健右派・穏健左派との連立の要となりやすく、中央党のフェーレンバッハがこの際の首相をつとめることになった。憲法制定議会の後継として新たに選出された国会では、SPDは依然として最大政党であった。68歳と高齢であったフェーレンバッハは長らく躊躇したものの、最終的に首相職を受けた。フェーレンバッハ内閣は、ヴェルサイユ条約では具体的に決定されていなかった賠償金の額を確定させるために連合国との交渉にあたったが、とりわけフランスの強硬的な主張により提示された2,260億金マルクという極めて苛酷な額（のちに1,320億金マルクに改定）は、とうてい受け入れられるものではなかった。そのため、連合国がルール地方の工業都市を占領（1923年のルール占領とは別）するなど交渉は行き詰まった。閣内でも賠償の取扱いをめぐって紛糾し、1921年5月にフェーレンバッハ内閣は退陣へと追い込まれ、中央党左派で賠償金支払いを受け入れる方針をとったヨーゼフ・ヴィルトが首相となった。ヴィルト内閣では人民党は連立から離脱している。
首相退任後も精力的に活動し、ヴァルター・ラーテナウ外相暗殺など一連の政治テロに衝撃を受け、1923年には反ユダヤ主義防護協会の副会長に就任した。1924年には、過激派に反対し共和制民主主義を護るため、左右を越えた超党派準軍事団体「帝国国旗、黒・赤・金」設立にも関わった。1926年にフライブルクで死去するまで、中央党の議員団長を務めた。

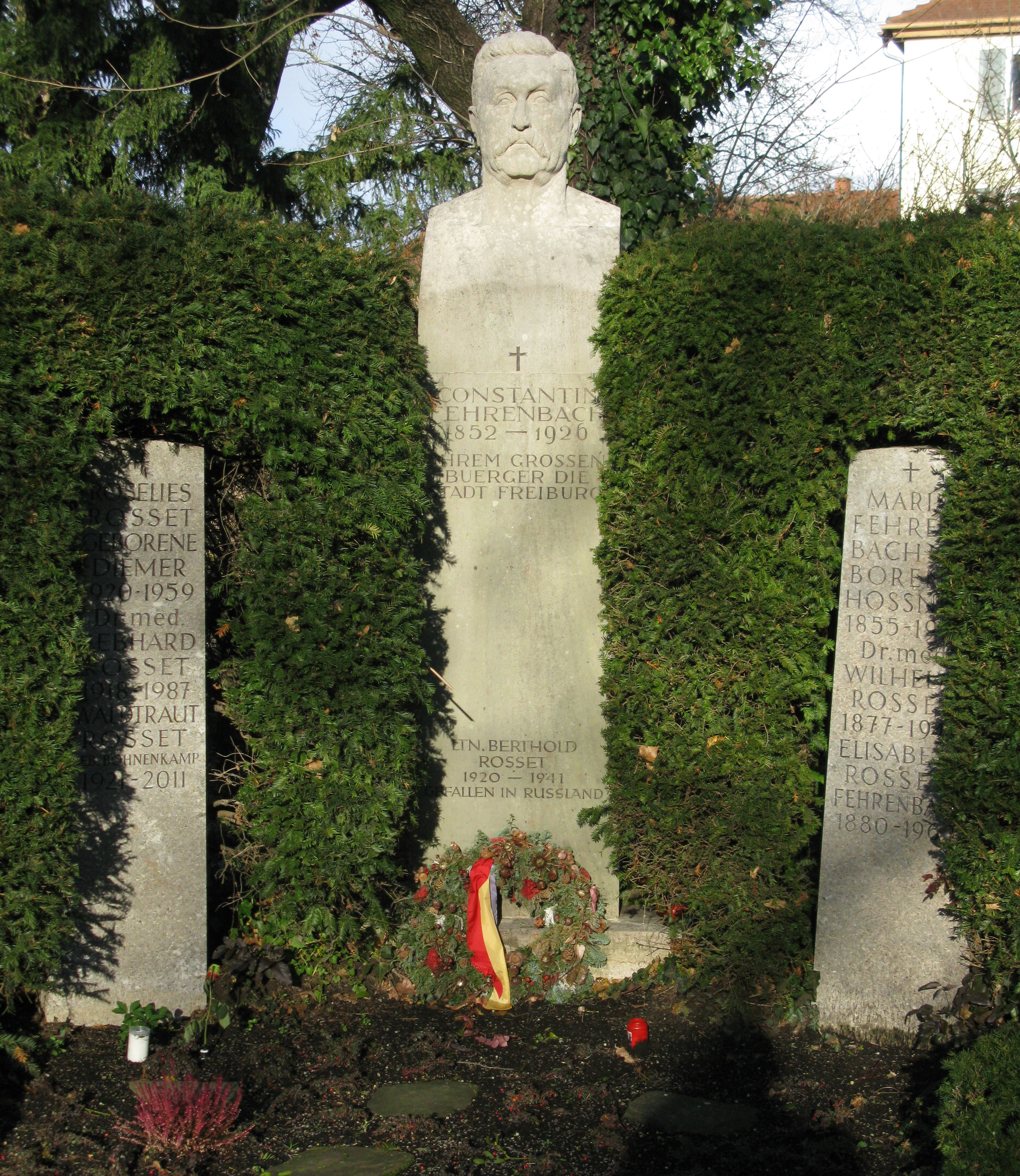
フライブルク墓地にあるフェーレンバッハの墓

1926年3月26日、フェーレンバッハはフライブルクで74歳の生涯を閉じた。フライブルク・イム・ブライスガウの名誉市民となった。